# Попелёво (Калужская область)
Попелёво — село в Козельском районе Калужской области. Административный центр сельского поселения «Село Попелёво».

## География
Село расположено примерно в 7 км к северо-западу от города Козельск.

## Население
| 2002 | 2010 |
| ---- | ---- |
| 552  | ↗571 |

## Улицы
| - ул. Алешина, - ул. Запрудная, - ул. Колхозная, - ул. Мира, | - ул. Молодёжная, - ул. Новая, - ул. Труда. |